# 이토 유즈키
이토 유즈키(일본어: 伊藤 優津樹, 1974년 4월 7일 ~ )는 일본의 전 축구 선수이다.

## 구단 경력
과거 시미즈 에스펄스, 가와사키 프론탈레, 콘사돌레 삿포로에서 활동하였다.